# Ville Paumola
Ville Paumola (Kuusamo, 16 maart 1991) is een Finse snowboarder.

## Carrière
Bij zijn wereldbekerdebuut, in oktober 2010 in Londen, scoorde Paumola direct zijn eerste wereldbekerpunten. Op de wereldkampioenschappen snowboarden 2011 in La Molina veroverde de Fin de bronzen medaille op het onderdeel slopestyle, op het onderdeel Big air eindigde hij op de negende plaats.

## Resultaten

### Wereldkampioenschappen
| FIS  | FIS       | FIS                     |
| Jaar | Plaats    | Resultaten              |
| ---- | --------- | ----------------------- |
| 2011 | La Molina | Slopestyle · 9e Big Air |

| WSF  | WSF    | WSF           |
| Jaar | Plaats | Resultaten    |
| ---- | ------ | ------------- |
| 2012 | Oslo   | HF Slopestyle |

### Wereldbeker

#### Eindklasseringen
| Seizoen   | Algm | BA  |
| --------- | ---- | --- |
| 2010/2011 | 97e  | 52e |